# Hoghmik
Hoghmik (en arménien Հողմիկ) est une communauté rurale du marz de Shirak en Arménie. En 2008, elle compte 487 habitants.